# Lasertec Corporation
Die Lasertec Corporation (englisch für Japanisch: レーザーテック株式会社 rēzātekku kabushiki-gaisha) ist ein japanisches Unternehmen mit Sitz in Yokohama, das sich auf die Entwicklung, Herstellung und den Vertrieb von Inspektions- und Messsystemen spezialisiert hat, die hauptsächlich in der Halbleiterindustrie eingesetzt werden. In seiner Nische ist das Unternehmen dabei weltweiter Marktführer. Lasertec betreibt eine Fabless-Strategie und lagert die Fertigung an Subunternehmen aus, so kann sich auf Forschung und Entwicklung konzentriert werden. Die Aktien von Lasertec sind an der Tokioter Börse gelistet und Bestandteil des Aktienindex Nikkei 225.

## Geschichte
Das Unternehmen wurde 1960 unter dem Namen Tokyo ITV Laboratory gegründet und startete im Bereich Entwicklung und Design von Röntgenstrahlenkameras für medizinische Spezialmaschinen. In den 1970er Jahren begann das Unternehmen in Inspektionssysteme für die Fotolithografie in der Halbleiterindustrie zu expandieren. 1979 wurde eine Zweigstelle in San Mateo und 1980 eine in Düsseldorf eröffnet. Im Jahre 1986 Jahre erfolgte die Umbenennung des Unternehmens ins Lasertec Corporation und die Lasertec U.S.A., Inc. wurde als amerikanische Tochtergesellschaft in San José gegründet. 2004 wurden die Aktien des Unternehmens an dem Jasdaq Shōken Torihikijo gelistet und 2012 erfolgte eine Zweitlistung an der Börse von Tokio.
2017 erfolgte die Vorstellung eines Inspektionssystems für EUV-Masken (Extreme Ultraviolet Lithography). Lasertec war das erste Unternehmen weltweit, das ein solches Produkt kommerziell anbieten konnte. Die damit verbundenen Lithographiemaschinen werden von dem niederländischen Unternehmen ASML hergestellt und die Messsysteme von Lasertec werden gebraucht, um zu prüfen, ob die hergestellten Halbleiter produktionsreif sind, womit Lasertec ein weltweites Monopol in dieser Nische der Halbleiterindustrie besitzt.
2022 kündigte das Unternehmen den Bau des Lasertec Innovation Park in Yokohama als neues Zentrum für Forschung und Entwicklung an.
Dank des weltweiten KI-Booms stieg die Lasertec-Aktie zwischen 2019 und 2024 um knapp 1800 Prozent an, weshalb Lasertec 2022 in den Leitindex Nikkei 225 aufgenommen wurde.
Im Juli 2024 beschuldigte der Leerverkäufer Scorpion Capital das Unternehmen des betrügerischen Verhaltens. Das angekündigte EUV-Produkt der nächsten Generation sei ein „Schwindel“ und die angebliche neue Forschungs- und Entwicklungseinrichtung tatsächlich verlassen.

## Tätigkeit
Die Lasertec Corporation entwirft und vermarktet spezialisierte Mess- und Inspektionsinstrumente. Diese Systeme werden hauptsächlich in der Halbleiterindustrie eingesetzt, um die Qualität von EUV-Masken, Wafern und anderen Komponenten sicherzustellen. Daneben entwickelt Lasertec auch Inspektionssysteme für Fotomasken für der Produktion von Flachbildschirmen und Lasermikroskope.

## Standorte im Ausland
- Vereinigte Staaten (Kalifornien, Oregon, New York, Idaho, North Carolina, Texas, Arizona)[8]
- Volksrepublik China (Shanghai, Nanjing, Peking, Xiamen, Tianjin, Shenzhen)
- Südkorea (Hwaseong, Pyeongtaek, Cheonan)
- Taiwan (Hsinchu, Tainan, Taichung)
- Singapur
- Deutschland (Dresden)
- Irland (Kildare)
- Israel (Kiryat Gat)